# Torcularis Septentrionalis
Torcularis Septentrionalis (ο Piscium / ο Psc / 110 Piscium / HD 10761) es una estrella en la constelación de Piscis situada a poco más de 1,5º al sur de la eclíptica.
Su nombre, del latín torculāris septentriōnālis, significa «de la prensa (de vino o aceite de oliva) del norte».
De magnitud aparente +4,27, se encuentra a 258 años luz del sistema solar.
Torcularis Septentrionalis es una gigante amarilla de tipo espectral G8III con una temperatura efectiva entre 4952 K y 5025 K.
Es 135 veces más luminosa que nuestro Sol y tiene un diámetro 13 veces más grande que el diámetro solar, girando sobre sí misma con una velocidad de rotación proyectada de 4,46 km/s.
Posee un contenido metálico inferior al del Sol —entre el 77 % y el 89 % del mismo, dependiendo de la fuente consultada—.
Torcularis Septentrionalis es, como el Sol, una estrella del disco fino y no tiene ninguna compañera estelar conocida.
Con una masa 3,0 veces mayor que la masa solar, su edad se cifra entre 338 y 460 millones de años.